# Бикаш парк (станция метро)
«Бикаш парк» (венг. Bikas park) — станция Будапештского метрополитена. Расположена на линии M4 (зелёной), между станциями «Келенфёльд вашуталломаш» и «Уйбуда-кёзпонт». Названа по одноимённому парку рядом с которым находится.
Открыта 28 марта 2014 года в составе пускового участка линии M4 «Келенфёльд вашуталломаш» — «Келети пайаудвар».
Станция расположена под перекрёстком улиц Тетеньи (венг. Tetenyi ut) и Вахот (венг. Vahot utca). Рядом со станцией расположены крупные жилые микрорайоны района Келенфёльд.

## Наземный транспорт
Автобусы: 7, 58, 103, 114, 153, 213, 214, 689, 691, 901, 907
трамваи: 1